# Kup pan cegłę (dla Amnesty)
Kup pan cegłę (dla Amnesty) - tytuł płyty Kuby Sienkiewicza, wydanej w 2001 przez Universal Music Polska. Producentami byli Tomasz Warsztocki, Jacek Wąsowski.
Powstała w celu finansowego wsparcia stowarzyszenia Amnesty International - zysk z jej sprzedaży został w całości przeznaczony na cele statutowe stowarzyszenia.
Materiał został nagrany z zespołem akustycznym na sesji domowej. Większość utworów została wydana już wcześniej na płytach Kuby Sienkiewicza lub Elektrycznych Gitar, jednak aranżacje wielu z nich bardzo odbiegają od oryginałów. Wyboru utworów dokonał Kuba Sienkiewicz.

## Lista utworów
1. „Szpieguję wszystkich” (K. Sienkiewicz)
2. „Stoi Adam Mickiewicz 1978” (J. Kleyff)
3. „Hymn funduszu emerytalnego” (K. Sienkiewicz)
4. „Wyszków tonie” (K. Sienkiewicz)
5. „Basen i my” (K. Sienkiewicz)
6. „Moje szczęki” (K. Sienkiewicz)
7. „2000 i więcej” (K. Sienkiewicz)
8. „Być jednym z nich” (trad. / K. Sienkiewicz)
9. „Napady” (J. Bojakowski / K. Sienkiewicz)
10. „Wiem to” (K. Sienkiewicz)
11. „Powiedz skąd” (K. Sienkiewicz)
12. „Leasing” (K. Sienkiewicz)
13. „Cyrk” (K. Kleyff)
14. „Spokój grabarza” (K. Sienkiewicz)
15. „Co powie Ryba” (K. Sienkiewicz)
16. „Koniec/to koniec” (K. Sienkiewicz)
17. „Normalnie psy się usypia” (odpady)
18. „Melodia z pokoju 107” (K. Sienkiewicz)

## Wykonawcy
- Kuba Sienkiewicz - gitara rytmiczna, śpiew
- Jacek Wąsowski - gitara prowadząca, mandolina, banjo
- Zbigniew Łapiński - pianino
- Andrzej Owczynnikow - kontrabas